# 波羅行動
波羅行動是印度在1948年對海得拉巴土邦實施的軍事及政治行動，其結果使得印度合併海得拉巴土邦。雖然印度宣傳這是個治安行為，但實際上是軍事行動。